# 塔普曼島

塔普曼島（英語：Tupman Island）是南極洲的島嶼，處於皮克維克島以西，長3.7公里，屬於比斯科群島中皮特群島的一部分，在1957年被繪入阿根廷地圖，現時由南極條約體系管理。